# Staffan Fogelmark
Jarl Staffan Halvard Fogelmark, född 12 april 1939, är en svensk klassisk filolog.
Fogelmark disputerade 1972 med en avhandling om Pindaros språk. Åren 1997–2004 var han professor i grekiska vid Göteborgs universitet. Utöver filologiska studier har han publicerat arbeten om bokens tidiga historia.